# Unaí
Unaí este un oraș în Minas Gerais (MG), Brazilia.